# Critérium du Dauphiné Libéré 2007
Den 59. udgave af Critérium du Dauphiné Libéré blev afholdt fra 10. til 17. juni 2007. Løbet bestod af en prolog og derefter syv etaper, en af dem er en enkeltstart. Løbet som startede i Grenoble og afsluttede i Annecy var 1140 km langt.
Løbet var en vigtig forberedelse til Tour de France, og mange store stjerner stillede til start, blandt dem, den regerende mester Levi Leipheimer, spaniolerne Alejandro Valverde og Oscar Pereiro Sio, Rabobanks Denis Mensjov og Alexander Vinokurov fra Astana. I tillæg blev der kamp om sprinterkonkurrencen da både Thor Hushovd og Tom Boonen var med.
Christophe Moreau vandt sammenlagt foran Cadel Evans og Andrej Kasjetjkin.

## Etaperne

### Prolog: Grenoble, 5 km (enkeltstart)
10-06-2007
|   | Rytter             | Nation         | Hold | Tid      | UCI ProTour Point |
| - | ------------------ | -------------- | ---- | -------- | ----------------- |
| 1 | Bradley Wiggins    | Storbritannien | COF  | 04.50,42 | 3 point           |
| 2 | Levi Leipheimer    | USA            | DSC  | 4.51     | 2 point           |
| 3 | Andrey Kashechkin  | Kasakhstan     | AST  | 4.52     | 1 point           |
| 4 | George Hincapie    | USA            | DSC  | s.t.     |                   |
| 5 | Alejandro Valverde | Spanien        | GCE  | 4.53     |                   |

### 1. etape: Grenoble – Roanne, 219 km
11-06-2007
|   | Rytter             | Nation     | Hold | Tid     | UCI ProTour Point |
| - | ------------------ | ---------- | ---- | ------- | ----------------- |
| 1 | Heinrich Haussler  | Tyskland   | GST  | 5:35.05 | 3 point           |
| 2 | Tom Boonen         | Belgien    | QSI  | s.t.    | 2 point           |
| 3 | Graeme Brown       | Australien | RAB  | s.t.    | 1 point           |
| 4 | Sébastien Chavanel | Frankrig   | FDJ  | s.t.    |                   |
| 5 | André Greipel      | Tyskland   | TMO  | s.t.    |                   |

### 2. etape: Saint-Paul-en-Jarez – Saint-Étienne, 157 km
12-06-2007
|   | Rytter               | Nation   | Hold | Tid     | UCI ProTour Point |
| - | -------------------- | -------- | ---- | ------- | ----------------- |
| 1 | Christophe Moreau    | Frankrig | A2R  | 3:50.38 | 3 point           |
| 2 | José Antonio Redondo | Spanien  | AST  | s.t.    | 2 point           |
| 3 | Alejandro Valverde   | Spanien  | GCE  | + 0.33  | 1 point           |
| 4 | Thor Hushovd         | Norge    | C.A  | s.t.    |                   |
| 5 | Heinrich Haussler    | Tyskland | GST  | s.t.    |                   |

### 3. etape: Anneyron, 40.7km (enkeltstart)
13-06-2007
|   | Rytter              | Nation     | Hold | Tid    | UCI ProTour Point |
| - | ------------------- | ---------- | ---- | ------ | ----------------- |
| 1 | Alexander Vinokurov | Kasakhstan | AST  | 52.08  | 3 point           |
| 2 | Andrey Kashechkin   | Kasakhstan | AST  | + 0.09 | 2 point           |
| 3 | David Zabriskie     | USA        | CSC  | + 0.38 | 1 point           |
| 4 | Cadel Evans         | Australien | PRL  | + 0.39 |                   |
| 5 | Denis Mensjov       | Rusland    | RAB  | + 0.40 |                   |

### 4. etape: Hauterives –Le Mont-Ventoux, 197km
14-06-2007
|   | Rytter            | Nation     | Hold | Tid     | UCI ProTour Point |
| - | ----------------- | ---------- | ---- | ------- | ----------------- |
| 1 | Christophe Moreau | Frankrig   | A2R  | 5:51.52 | 3 point           |
| 2 | Sylvester Szmyd   | Polen      | LAM  | + 1.08  | 2 point           |
| 3 | Igor Anton        | Spanien    | EUS  | + 1.21  | 1 point           |
| 4 | Cadel Evans       | Australien | PRL  | + 1.51  |                   |
| 5 | Denis Mensjov     | Rusland    | RAB  | s.t.    |                   |

### 5. etape: Nyons – Digne-les-Bains, 195km
15-06-2007
|   | Rytter              | Nation     | Hold | Tid     | UCI ProTour Point |
| - | ------------------- | ---------- | ---- | ------- | ----------------- |
| 1 | Antonio Colom       | Spanien    | AST  | 4:39.28 | 3 point           |
| 2 | Alexander Vinokurov | Kasakhstan | AST  | s.t.    | 2 point           |
| 3 | Leonardo Duque      | Colombia   | COF  | + 0.15  | 1 point           |
| 4 | Matej Mugerli       | Slovenien  | LIQ  | s.t.    |                   |
| 5 | Stef Clement        | Holland    | BTL  | s.t.    |                   |

### 6. etape: Gap – Valloire, 198km
16-06-2007
|   | Rytter              | Nation     | Hold | Tid     | UCI ProTour Point |
| - | ------------------- | ---------- | ---- | ------- | ----------------- |
| 1 | Maksim Iglinskij    | Kasakhstan | AST  | 5:51.32 | 3 point           |
| 2 | Alexandre Botcharov | Rusland    | C.A  | + 0.51  | 2 point           |
| 3 | Pierrick Fedrigo    | Frankrig   | BTL  | s.t.    | 1 point           |
| 4 | Rémy Di Gregorio    | Frankrig   | FDJ  | s.t.    |                   |
| 5 | Egoi Martinez       | Spanien    | DSC  | + 2.16  |                   |

### 7. etape: Valloire – Annecy, 129km
17-06-2007
|   | Rytter              | Nation     | Hold | Tid     | UCI ProTour Point |
| - | ------------------- | ---------- | ---- | ------- | ----------------- |
| 1 | Alexander Vinokurov | Kasakhstan | AST  | 2:55.34 | 3 point           |
| 2 | Oscar Pereiro Sio   | Spanien    | GCE  | + 0.37  | 2 point           |
| 3 | Cadel Evans         | Australien | PRL  | s.t.    | 1 point           |
| 4 | Denis Mensjov       | Rusland    | RAB  | s.t.    |                   |
| 5 | Tadej Valjavec      | Slovenien  | LAM  | s.t.    |                   |

## Sammenlagt
|    | Rytter            | Nation     | Hold | Tid      | UCI ProTour Point |
| -- | ----------------- | ---------- | ---- | -------- | ----------------- |
| 1  | Christophe Moreau | Frankrig   | A2R  | 29:50.35 | 50                |
| 2  | Cadel Evans       | Australien | PRL  | + 0.14   | 40                |
| 3  | Andrey Kashechkin | Kasakhstan | AST  | + 1.27   | 35                |
| 4  | Denis Mensjov     | Rusland    | RAB  | + 1.52   | 30                |
| 5  | David Zabriskie   | USA        | CSC  | + 2.16   | 25                |
| 6  | Alberto Contador  | Spanien    | DSC  | + 4.24   | 20                |
| 7  | Mikel Astarloza   | Spanien    | EUS  | + 5.00   | 15                |
| 8  | Manuel Beltran    | Spanien    | LIQ  | + 5.01   | 10                |
| 9  | Tadej Valjavec    | Slovenien  | LAM  | + 5.17   | 5                 |
| 10 | Sylvain Chavanel  | Frankrig   | COF  | + 5.38   | 2                 |

## Pointkonkurrencen
|   | Rytter               | Hold            | Point |
| - | -------------------- | --------------- | ----- |
| 1 | Alexander Vinokourov | Astana          | 70    |
| 2 | Christophe Moreau    | ag2r            | 67    |
| 3 | Cadel Evans          | Predictor-Lotto | 49    |

## Bjergkonkurrencen
|   | Rytter           | Hold               | Point |
| - | ---------------- | ------------------ | ----- |
| 1 | Rémy Di Gregorio | Française des Jeux | 126   |
| 2 | Morris Possoni   | Lampre             | 88    |
| 3 | Egoi Martínez    | Discovery Channel  | 86    |

## Kombination konkurrencen
|   | Rytter            | Hold               | Point |
| - | ----------------- | ------------------ | ----- |
| 1 | Christophe Moreau | ag2r               | 180   |
| 2 | Rémy Di Gregorio  | Française des Jeux | 143   |
| 3 | Cadel Evans       | Predictor-Lotto    | 126   |

## Holdkonkurrencen
|   | Hold              | Land    | Tid      |
| - | ----------------- | ------- | -------- |
| 1 | Astana            | Schweiz | 89:44.17 |
| 2 | Discovery Channel | USA     | + 0.19   |
| 3 | Euskaltel         | Spanien | + 4.36   |

## Trøjerne dag for dag
| Etape (Vinder)                          | Sammenlagt           | Bjergkonkurrencen | Pointkonkurrencen    | Kombination konkurrencen | Holdkonkurrencen  |
| --------------------------------------- | -------------------- | ----------------- | -------------------- | ------------------------ | ----------------- |
| Prolog (Bradley Wiggins)                | Bradley Wiggins      | Sylvain Chavanel  | Bradley Wiggins      | Bradley Wiggins          | ingen             |
| Etape 1 (Heinrich Haussler)             | Bradley Wiggins      | Sylvain Chavanel  | Tom Boonen           | Bradley Wiggins          | Discovery Channel |
| Etape 2 (Christophe Moreau)             | Christophe Moreau    | Sylvain Chavanel  | Heinrich Haussler    | Christophe Moreau        | Astana            |
| Etape 3 (Alexandre Vinokourov)          | Alexandre Vinokourov | Sylvain Chavanel  | Heinrich Haussler    | Andrey Kashechkin        | Astana            |
| Etape 4 (Christophe Moreau)             | Andrey Kashechkin    | Christophe Moreau | Christophe Moreau    | Christophe Moreau        | Team CSC          |
| Etape 5 (Antonio Colom)                 | Andrey Kashechkin    | Christophe Moreau | Christophe Moreau    | Christophe Moreau        | Discovery Channel |
| Etape 6 (Maksim Iglinskij)              | Christophe Moreau    | Rémy Di Gregorio  | Christophe Moreau    | Christophe Moreau        | Discovery Channel |
| Etape 7 (Vinder) (Alexandre Vinokourov) | Christophe Moreau    | Rémy Di Gregorio  | Alexandre Vinokourov | Christophe Moreau        | Astana            |